# Papillon du céleri
Papilio polyxenes
Espèce
Le Papillon du céleri ou Machaon noir (Papilio polyxenes), est une espèce d'insectes lépidoptères qui appartient à la famille des Papilionidae, à la sous-famille des Papilioninae et au genre Papilio.

## Dénomination
Il a été nommé Papilio polyxenes par Johan Christian Fabricius en 1775.

### Noms vernaculaires
En anglais, le Papillon du céleri est nommé Black Swallowtail, Eastern Black Swallowtail ou American Swallowtail.

#### Sous-espèces
- Papilio polyxenes americus Kollar, 1849
- Papilio polyxenes asterius Stoll, 1782 - Papillon du céleri
- Papilio polyxenes coloro Wright, 1905 - Desert Swallowtail en Arizona et dans le sud-est de la Californie.
- Papilio polyxenes gerardi Bollino & Vitale, 2002
- Papilio polyxenes kahli Chermock, 1937
- Papilio polyxenes polyxenes
- Papilio polyxenes sadalus Lucas, 1852
- Papilio polyxenes stabilis Rothschild & Jordan, 1906[1].

Il peut s'hybrider avec Papilio machaon et ces hybrides, baptisés Papilio kahli, ont été un temps considérés comme une espèce à part entière.

## Description
Le Papillon du céleri est un grand papillon noir de forme vaguement triangulaire possédant une queue. Il est ornementé de lignes de taches blanches l'une formant un V l'autre submarginale aux ailes antérieures et postérieures et de taches bleues aux postérieures ainsi que d'une lunule blanche centrée de rouge. Certaines sous-espèces ont une ornementation jaune au lieu d'une bleue.

### Chenille et chrysalide

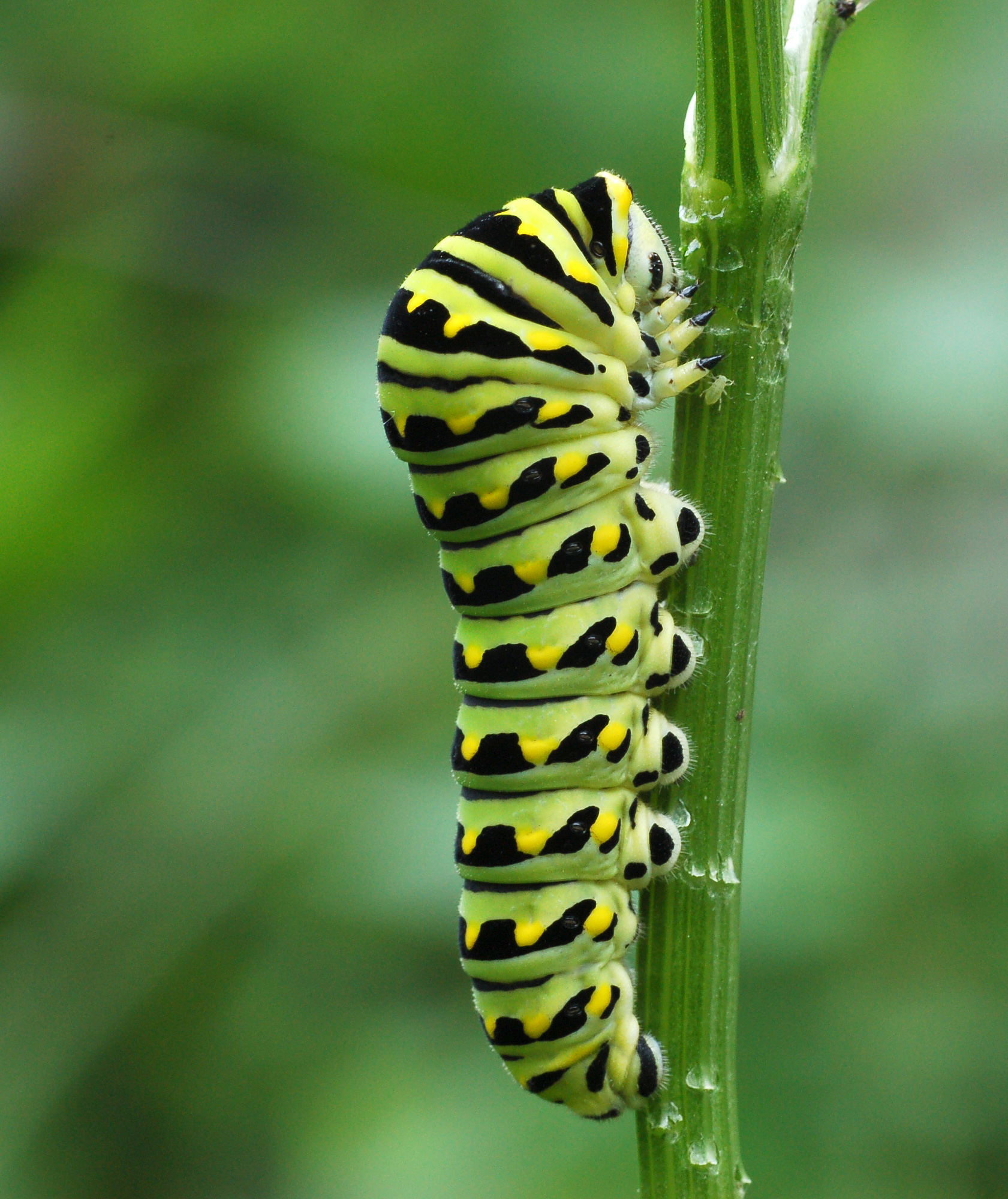
Chenille

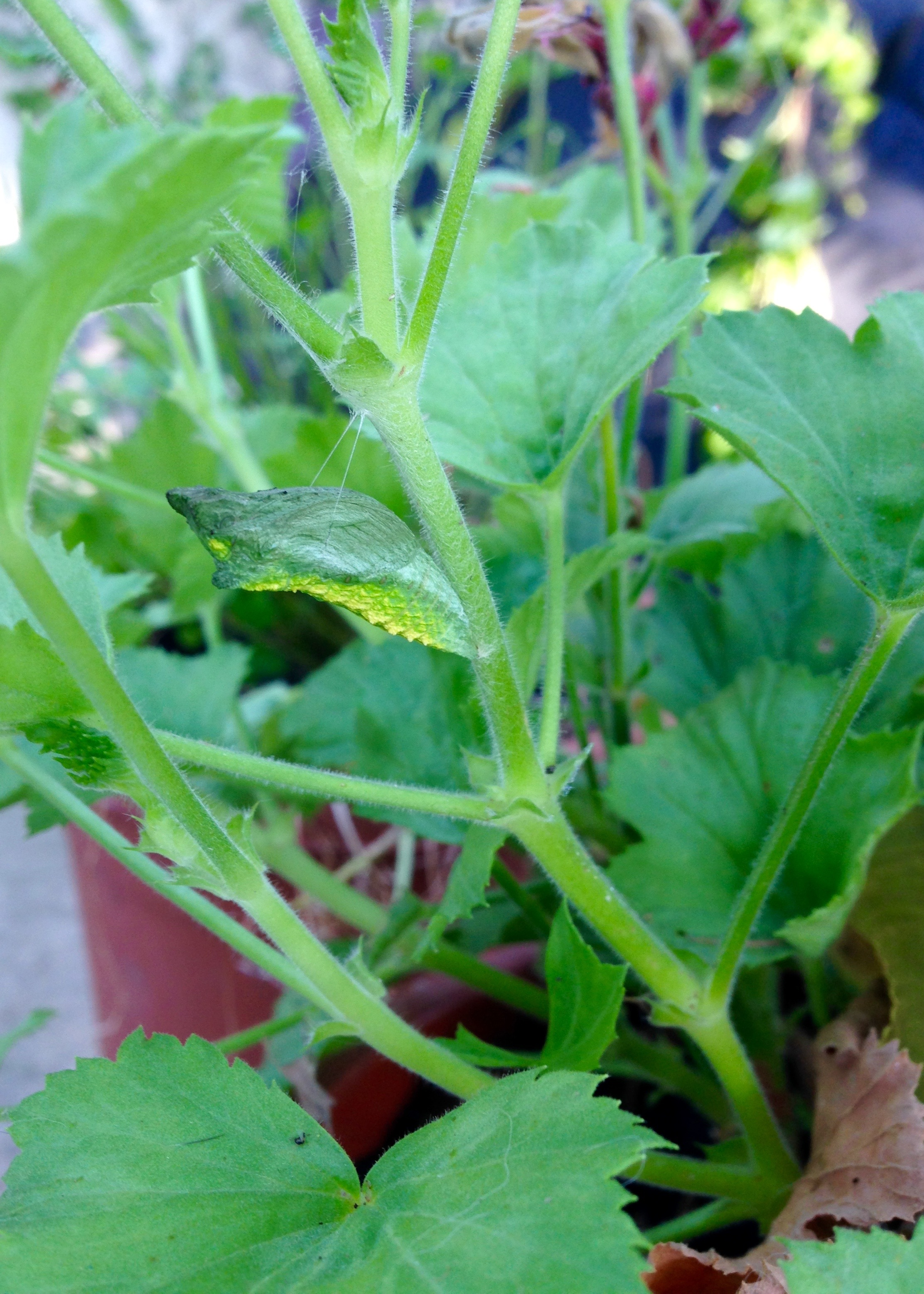
Cocon

La chenille est verte noir jaune et sa chrysalide est blanche avec des taches noires et jaunes. La larve possède un organe glandulaire nommé osmeterium. Il est situé sur le dos de la chenille, derrière la tête. Cet organe, lorsqu'il se gonfle, ressemble à deux petites cornes orangées. Il dégage une odeur nauséabonde et sert à dissuader les prédateurs.

## Biologie

### Période de vol et hivernation
Le Papillon du céleri hiverne à l’état de chrysalide. Ce sont les chrysalides de la seconde génération qui hivernent
Il vole en deux générations au Canada, en mai juin puis en juillet août.

### Plantes hôtes
Les plantes hôtes de sa chenille sont diverses entre autres des Apiaceae, Rutaceae dont Ruta graveolens, Daucus carota, Thamnosma texana.

## Écologie et Répartition
Le Papillon du céleri réside en Amérique depuis le sud du Canada et le nord des États-Unis sur la côte est jusqu'à la côte pacifique de l'Amérique du Sud : sud-est du Canada, est et sud des États-Unis, Cuba, Costa Rica, Panama, Colombie, Pérou, Équateur.

### Biotope
Il réside dans les zones ouvertes, les friches et sur les bords de route.

### Protection
Pas de statut de protection pour le papillon.

## Philatélie
Ce papillon figure sur une émission de Cuba de 1972 (valeur faciale : 3 c.).

## Cinéma
Ce papillon figure dans le film Hunger Games (2012). En effet, au bout d'une heure onze minutes et cinquante-cinq secondes, la jeune Katniss trouve un Papilio polyxenes femelle dans la forêt.